# Самедов, Агададаш Абдулгасым оглы
Агададаш Абдулгасым оглы Самедов (азерб. Ağadadaş Abdulqasım oğlu Səmədov; 1924) — сержант РККА. Прошёл Великую Отечественную войну от Моздока до Берлина. Во время войны был ранен пять раз. Награждён орденами Славы 2-й и 3-й степеней, медалью «За отвагу», орденом Отечественной войны 1-й степени. Удостоен персональной стипендии Президента Азербайджанской Республики.

## Биография
Родился в 1924 году в селе Вилван Ленкоранского района Азербайджанской ССР. В 1942 году окончил техникум субтропического растениеводства в Ленкоране, и в том же году его забрали на фронт.
Воевал в составе 105-го полка 77-й дивизии. Сражался на Моздокском и Краснодарском направлениях. С начала 1944 года в составе 388-го стрелкового полка 172-й стрелковой дивизии сражался на 1-м Украинском фронте, участвовал в боях на территории Польши и Германии.
В ходе Львовско-Сандомирской наступательной операции в бою за село Рожнюв, будучи наводчиком станкового пулемёта, младший сержант Агададаш Самедов уничтожил 10 вражеских огневых точек и 13 немецких солдат и офицеров. В это же время был награждён медалью «За отвагу».
Позже он был повышен в должности до командира стрелкового отделения 2-го стрелкового батальона 388-го стрелкового полка.
14 января 1945 года в бою за овладение опорным пунктом немецкой обороны в селе Боркув, в 15 км юго-восточнее Кельце, командир стрелкового отделения младший сержант Агададаш Самедов, будучи ранен, не покинул строй, и после перевязки продолжил продвижение вперед. Агададаш Самедов был награждён орденом Славы 3-й степени, был повышен в звании и должности до сержанта, командира стрелкового взвода. 19 апреля 1945 года в бою у населенного пункта Грабенберг на плацдарме на реке Шпрее между городами Котбус и Шпремберг, сержант Самедов показал образцы мужества и отваги. Первым поднялся в атаку, воодушевляя бойцов взвода своим примером, ворвавшись на вражеские позиции уничтожил со своим взводом до 15 гитлеровцев. В этот день Агададаш Самедов лично забросал гранатами вражеский ДЗОТ, уничтожив шесть немецких автоматчиков, засевших там. Кроме того, Самедов уничтожил из фаустпатрона немецкий бронетранспортер. За личную смелость и отвагу в бою сержант Агададаш Самедов бы награждён орденом Славы 2-й степени.
После войны Агададаш Самедов демобилизовался из рядов РККА и вернулся в родной Азербайджан. Окончил Сельскохозяйственный техникум в Лянкяранском районе, получил специальность агронома. Затем в родном селе Вильван, который именовался тогда совхозом «Коммунизм», он работал сначала инженером-агрономом, потом бригадиром, а уже затем, и до выхода на пенсию, был заместителем директора совхоза по качеству выпускаемой сельскохозяйственной продукции. С 1980 года — пенсионер республиканского значения. В 1985 году в связи с 40-летним юбилеем Победы награждался также орденом Отечественной войны 1-й степени. Отец 13 детей, дед 44 внуков, прадед 36 правнуков.
Тем не менее, ордена Славы 3-й и 2-й степеней ждали своего хозяина ещё более полувека. Только в июле 2008 года, во время визита президента РФ Дмитрия Медведева в Баку, в присутствии президента Азербайджана Ильхама Алиева, других высших должностных лиц и представителей общественности двух государств, ветеран Великой Отечественной войны Агададаш Абдулгасым оглы Самедов смог получить эти награды из рук главы России.

Этих высоких наград он был удостоен ещё в 1945 году, но тяжёлое ранение помешало получить ему эти награды в срок, как принято было говорить ещё в советские годы. Эти награды очень долго искали своего героя. Но время не властно над правдой истории, и подвиги ветеранов, подвиги участников Великой Отечественной войны всё равно остаются в сердцах всех благодарных потомков. Мы храним соответствующие документы, и, читая наградные листы пулемётчика А.Самедова, невозможно оставаться равнодушным. За краткими официальными справками тех лет, за этими пожелтевшими страницами — и глубина подвига, и истинная самоотверженность этого мужественного человека.— Дмитрий Медведев
Президент Азербайджана Ильхам Алиев, в свою очередь, несколькими днями позже, подарил ветерану Самедову автомобиль «Ока». Спустя год, по личному приглашению Медведева, принял участие на торжествах в Москве по случаю Дня Победы. 9 мая 2010 года Агададаш Самедов в составе группы из четырёх азербайджанских ветеранов Великой Отечественной войны участвовал в Параде Победы на Красной площади.